# Vlooienbeet

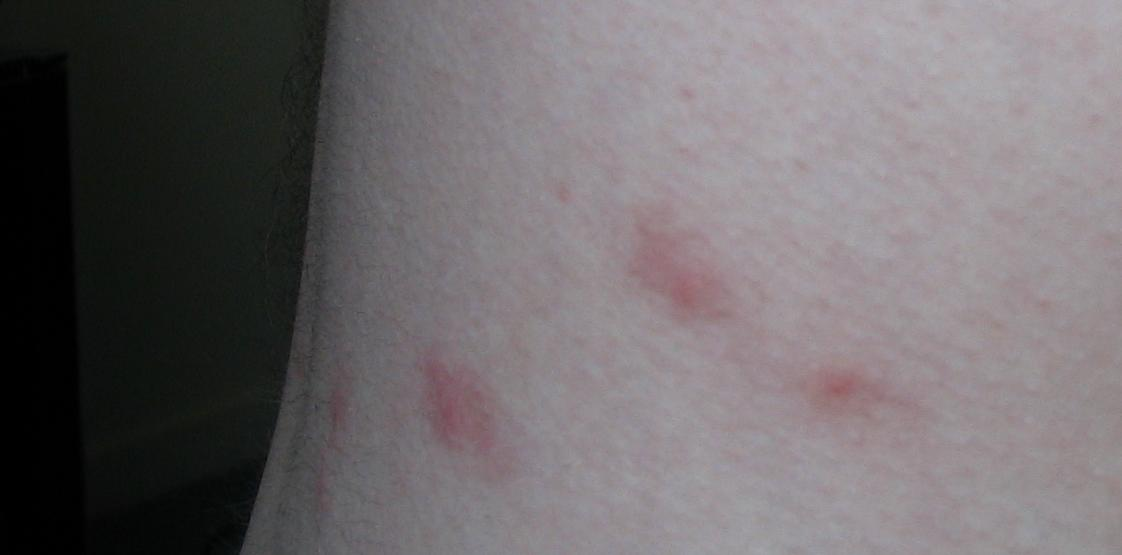

Een vlooienbeet is de beet van een vlo. De beet verloopt aanvankelijk nagenoeg ongemerkt; wel treedt na verloop van tijd vaak een sensibilisatie op tegen het speeksel dat de vlo inspuit in de bijtwond om het bloed niet te laten stollen (anticoagulans). Na dat tijdstip worden vlooienbeten duidelijke jeukbulten, soms zelfs uitgebreide bladders, met soms een rood puntje in het midden waar de beet zat. 
Vlooienbeten zijn in typische gevallen gelokaliseerd in groepjes op de onderbenen, in het sokgebied of onder de broekriem, en daardoor te onderscheiden van de meer verspreid geplaatste muggenbulten. Duurt de blootstelling aan vlooienbeten voort, dan kan men weer gedesensibiliseerd raken en komen er geen jeukbulten meer op. Wel veroorzaken vlooien dan nog jeuk als ze zich tussen de huid en de kleren verplaatsen. 
Vooral mensen met katten die na een periode van warm weer van vakantie terugkomen (als er dus niet gestofzuigd is) worden weleens massaal besprongen door kattenvlooien bij het weer betreden van het huis.